# Sarah Belzoni
Sarah Belzoni (née Sarah Banne en janvier 1783 à Bristol et morte le 12 janvier 1870 à Jersey, est une écrivaine et voyageuse anglaise.
Femme de Giovanni Battista Belzoni, figure atypique d'une femme de l'époque georgienne, elle voyage notamment en Égypte et écrit sur la vie des femmes de ce pays.